# Yves Saint Laurent (nhà thiết kế)
Yves Henri Donat Mathieu-Saint-Laurent, còn được biết đến với cái tên Yves Saint Laurent (phát âm tiếng Pháp: [iv sɛ̃ loʁɑ̃]) (1 tháng 8 năm 1936 – 1 tháng 6 năm 2008), là một Nhà thiết kế thời trang người Pháp, một trong những tên tuổi vĩ đại của ngành thời trang Pháp thế kỉ 20.

## Tuổi trẻ
Yves Saint Laurent được sinh ra ở Oran, Algérie. Ở tuổi 17, ông rời Paris, nơi ông đã trình bày bản vẽ của mình cho Michel de Brunhoff, giám đốc của tạp chí Vogue, người đã xuất bản một số bản vẽ này ngay lập tức. Sau một thời gian ở trường thời trang, Saint Laurent được giới thiệu với Christian Dior bởi de Brunhoff và ông tiếp tục làm việc cho Dior cho đến khi Dior qua đời vào năm 1957.

## Sự nghiệp
Sau khi tiếp quản là giám đốc sáng tạo cho Dior, Saint Laurent tung ra bộ sưu tập đầu tiên của mình cho công ty vào năm đó. Bộ sưu tập đạt thành công vang dội trên toàn thế giới và mang về cho ông một giải Neiman Marcus Oscar. Năm 1960, Saint Laurent đã tạo ra cuộc cách mạng "Beat Look" với bộ sưu tập thời trang cao cấp mà ông ưng ý nhất, sử dụng các kỹ thuật trong haute couture để phối hợp phong cách đường phố.
Năm 1962, Saint Laurent thiết lập nhà thời trang riêng của mình với Pierre Berge. Năm 1966, ông giới thiệu bộ sưu tập Le Smoking huyền thoại. Ông được ghi nhận với một loạt các thiết kế cải tiến khác bao gồm reefer jacket (1962), sheer blouse (1966), và jumpsuit (1968), thời trang công sở cũng như sự kết hợp giữa ready-to-wear và haute couture. YSL thiết lập tiêu chuẩn mới cho thời trang thế giới. Ông điều chỉnh các bộ tuxedo nam giới cho nữ giới.
Nàng thơ của Yves Saint Laurent là Loulou de la Falaise. Bà là người đã truyền cảm hứng cho Saint Laurent thiết kế nên bộ sưu tập Le Smoking nổi tiếng năm 1966 và áo blouse xuyên thấu.
Trong suốt sự nghiệp của mình, Saint Laurent được cho là thiết kế vĩ đại nhất của ngành công nghiệp thời trang. Trong những năm qua, ông đã nhận được vô số giải thưởng: năm 1985, ông đã nhận Bắc Đẩu Bội tinh hạng 5 (Chevalier) do Tổng thống François Mitterand trao tặng. Năm 1995, ông được thăng hạng 4 (Officier), cuối cùng được thăng hạng 3 (Commandeur) 6 năm sau đó. Hình tượng của ông như là một biểu tượng quốc gia, ở trận đấu cuối cùng của World Cup 1998, gần Paris, 300 mô hình thời trang trình bày quãng đường sáng tạo của ông, để nhằm kỷ niệm 40 năm của nhà thiết kế thời trang, trước 80.000 người hâm mộ bóng đá và hơn 170 kênh thể thao quốc tế.
Vào tháng 1 năm 2002, nhà thiết kế 65 tuổi này thông báo đã nghỉ hưu. Ông tiết lộ rằng quyết định của ông được dựa trên một sự ghê tởm về một ngành công nghiệp mà đã bị xâm chiếm bởi lợi ích thương mại hơn là nghệ thuật. "Tôi không có gì chung với thế giới mới của thời trang, mà đã bị giảm xuống chỉ còn những bộ quần áo tầm thường.", "Sự thanh lịch và vẻ đẹp đã bị trục xuất." Các tin tức xuất hiện chỉ 16 ngày trước khi ông trình diễn bộ sưu tập thời trang cao cấp cuối cùng của mình.
Ở tuổi 71, ông chết vì bệnh ung thư não vào tháng 6 năm 2008 trên một chuyến đi trở lại quê hương Paris của mình. Tổng thống Sarkozy phát biểu "Yves Saint Laurent đã thuyết phục được rằng cái đẹp là một sang trọng cần thiết cho tất cả mọi người và tất cả phụ nữ."